# Dorycnium rectum
Dorycnium rectum är en ärtväxtart som först beskrevs av Carl von Linné, och fick sitt nu gällande namn av Nicolas Charles Seringe. Dorycnium rectum ingår i släktet Dorycnium och familjen ärtväxter. Inga underarter finns listade i Catalogue of Life.